# Формула Лармора

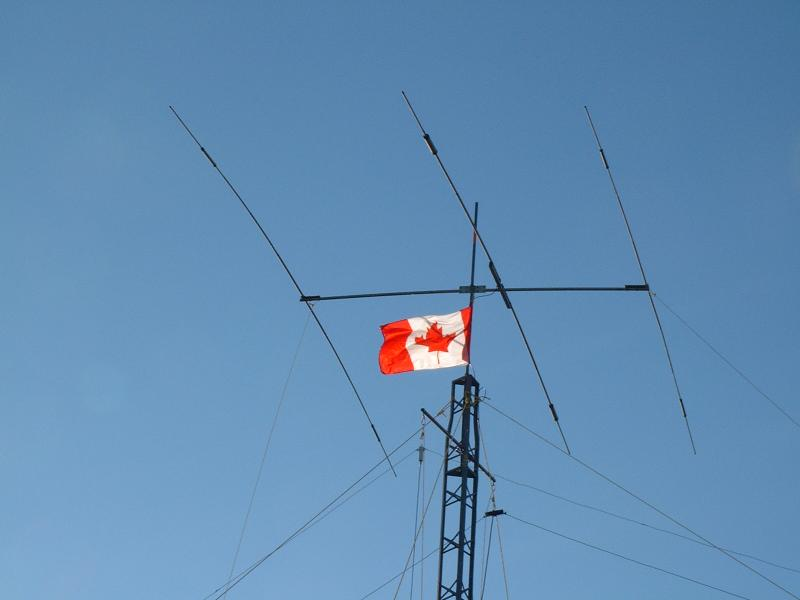
Антенна Яги — Уда. Радиоволны могут излучаться антенной за счет ускорения электронов в антенне. Это когерентный процесс, поэтому общая излучаемая мощность пропорциональна квадрату числа ускоряющихся электронов.

Формула Лармора используется для расчета полной мощности, излучаемой нерелятивистским точечным зарядом при его ускорении. Впервые была получена Джозефом Лармором в 1897 году в контексте волновой теории света.
Когда любая заряженная частица (например, электрон, протон или ион) ускоряется, энергия излучается в виде электромагнитных волн. Для скоростей частиц, которые малы по сравнению со скоростью света, полная излучаемая мощность определяется формулой Лармора:
{\displaystyle P={2 \over 3}{\frac {q^{2}}{4\pi \varepsilon _{0}c}}\left({\frac {\dot {v}}{c}}\right)^{2}={2 \over 3}{\frac {q^{2}a^{2}}{4\pi \varepsilon _{0}c^{3}}}={\frac {q^{2}a^{2}}{6\pi \varepsilon _{0}c^{3}}}} (единицы СИ)
{\displaystyle P={2 \over 3}{\frac {q^{2}a^{2}}{c^{3}}}} (единицы СГС)
где {\displaystyle {\dot {v}}} или {\displaystyle a} — ускорение, {\displaystyle q} — заряд, {\displaystyle c} — скорость света, {\displaystyle \varepsilon _{0}} — электрическая постоянная. Релятивистское обобщение дается потенциалами Лиенара — Вихерта.
В любой системе единиц мощность, излучаемая одним электроном, может быть выражена через классический радиус электрона и массу электрона как:
{\displaystyle P={2 \over 3}{\frac {m_{e}r_{e}a^{2}}{c}}}
Одно из следствий состоит в том, что электрон, вращающийся вокруг ядра, как в модели Бора, должен терять энергию, падать на ядро, и атом должен коллапсировать. Эта загадка не была решена до тех пор, пока не была построена квантовая механика.

## Вывод
Используя формулу для потенциалов Лиенара — Вихерта электрическое и магнитное поля движущегося заряда можно записать как:
{\displaystyle \mathbf {E} (\mathbf {r} ,t)=q\left({\frac {\mathbf {n} -{\boldsymbol {\beta }}}{\gamma ^{2}(1-{\boldsymbol {\beta }}\cdot \mathbf {n} )^{3}R^{2}}}\right)_{\rm {ret}}+{\frac {q}{c}}\left({\frac {\mathbf {n} \times [(\mathbf {n} -{\boldsymbol {\beta }})\times {\dot {\boldsymbol {\beta }}}]}{(1-{\boldsymbol {\beta }}\cdot \mathbf {n} )^{3}R}}\right)_{\rm {ret}}}
и
{\displaystyle \mathbf {B} =\mathbf {n} \times \mathbf {E} ,}
где {\displaystyle {\boldsymbol {\beta }}} — скорость заряда, деленная на {\displaystyle c}, {\displaystyle {\dot {\boldsymbol {\beta }}}} — ускорение заряда, деленное на c, {\displaystyle \mathbf {n} } — единичный вектор в направлении {\displaystyle \mathbf {r} -\mathbf {r} _{0}}, {\displaystyle R} — модуль разницы радиус-векторов {\displaystyle |\mathbf {r} -\mathbf {r} _{0}|}, {\displaystyle \mathbf {r} _{0}} — радиус-вектор заряда, и {\displaystyle \gamma =(1-\beta ^{2})^{-1/2}}. Члены справа вычисляются в запаздывающее время {\displaystyle t_{\text{r}}=t-R/c}.
Правая часть представляет собой сумму электрических полей, связанных со скоростью и ускорением заряженной частицы. Первый член зависит только от {\displaystyle {\boldsymbol {\beta }}}, в то время как второй зависит от обоих {\displaystyle {\boldsymbol {\beta }}} и {\displaystyle {\dot {\boldsymbol {\beta }}}} и угла между ними. Поскольку первый член пропорционален {\displaystyle 1/R^{2}}, его абсолютная величина очень быстро уменьшается с расстоянием. С другой стороны, второй член пропорционален {\displaystyle 1/R}, что означает, что его абсолютная величина убывает гораздо медленнее с расстоянием. Из-за этого второй член и представляет собой поле излучения и отвечает за большую часть потери энергии ускоряющимся зарядом.
Мы можем найти плотность потока энергии излучения, вычислив вектор Пойнтинга:
{\displaystyle \mathbf {S} ={\frac {c}{4\pi }}\mathbf {E} _{\text{a}}\times \mathbf {B} _{\text{a}},}
где нижний индекс «а» подчеркивает, что мы берем только второй член из формулы Лиенара — Вихерта. При предположении, что частица покоится во времени {\displaystyle t_{\text{r}}} имеем:
{\displaystyle \mathbf {S} ={\frac {q^{2}}{4\pi c}}\left|{\frac {\mathbf {n} \times (\mathbf {n} \times {\dot {\boldsymbol {\beta }}})}{R}}\right|^{2}\mathbf {n} .}
Если мы введем {\displaystyle \theta } — угол между ускорением и вектором наблюдения и ускорение {\displaystyle \mathbf {a} ={\dot {\boldsymbol {\beta }}}c}, тогда мощность, излучаемая на единицу телесного угла, равна
{\displaystyle {\frac {dP}{d\Omega }}={\frac {q^{2}}{4\pi c}}{\frac {\sin ^{2}(\theta )\,a^{2}}{c^{2}}}.}
Полная излучаемая мощность находится путем интегрирования этой величины по всем телесным углам (то есть по {\displaystyle \theta } и {\displaystyle \phi }). Это дает
{\displaystyle P={\frac {2}{3}}{\frac {q^{2}a^{2}}{c^{3}}},}
что и является формулой Лармора для нерелятивистского ускоренного заряда. Она связывает мощность, излучаемую частицей, с её ускорением. Из неё ясно видно, что чем быстрее разгоняется заряд, тем больше будет излучение. Этого можно было бы ожидать, поскольку поле излучения зависит от ускорения.

## Релятивистское обобщение

### Ковариантная форма
Нерелятивистская формула Лармора, записанная через импульс p, имеет вид (в единицах СГС)
{\displaystyle P={\frac {2}{3}}{\frac {q^{2}}{m^{2}c^{3}}}|{\dot {\mathbf {p} }}|^{2}.}
Можно показать, что мощность P Лоренц-инвариантна. Следовательно, любое релятивистское обобщение формулы Лармора должно связывать P с какой-либо другой Лоренц-инвариантной величиной. {\displaystyle |{\dot {\mathbf {p} }}|^{2}} появляющееся в нерелятивистской формуле, предполагает, что релятивистски правильная формула должна включать 4-скаляр, полученный путем взятия скалярного произведения 4-ускорения aμ = dpμ/dτ с самим собой (здесь pμ = (γmc, γmv) — 4-импульс). Правильное релятивистское обобщение формулы Лармора (в единицах СГС)
| {\displaystyle P=-{\frac {2}{3}}{\frac {q^{2}}{m^{2}c^{3}}}{\frac {dp_{\mu }}{d\tau }}{\frac {dp^{\mu }}{d\tau }}.} |
Можно показать, что эта свертка определяется выражением
{\displaystyle {\frac {dp_{\mu }}{d\tau }}{\frac {dp^{\mu }}{d\tau }}=\beta ^{2}\left({\frac {dp}{d\tau }}\right)^{2}-\left({\frac {d{\mathbf {p} }}{d\tau }}\right)^{2},}
и поэтому в пределе β ≪ 1 оно сводится к {\displaystyle -|{\dot {\mathbf {p} }}|^{2}}, воспроизводя тем самым нерелятивистский случай.

### Нековариантная форма
Вышеупомянутая свертка также может быть записана в терминах β и его производной по времени. Тогда релятивистское обобщение формулы Лармора (в единицах СГС)
| {\displaystyle P={\frac {2q^{2}\gamma ^{6}}{3c}}\left[({\dot {\boldsymbol {\beta }}})^{2}-({\boldsymbol {\beta }}\times {\dot {\boldsymbol {\beta }}})^{2}\right].} |
Это результат Лиенара, который был впервые получен в 1898 году. {\displaystyle \gamma ^{6}} означает, что, когда Лоренц-фактор {\textstyle \gamma =1/{\sqrt {1-\beta ^{2}}}} очень близок к единице (то есть {\displaystyle \beta \ll 1}) излучение, испускаемое частицей пренебрежимо мало. Однако, поскольку {\displaystyle \beta \rightarrow 1}, излучение растет, как {\displaystyle \gamma ^{6}}, поскольку частица теряет свою энергию в форме электромагнитных волн. Кроме того, когда ускорение и скорость ортогональны, мощность уменьшается на {\displaystyle 1-\beta ^{2}=1/\gamma ^{2}}, то есть коэффициент {\displaystyle \gamma ^{6}} становится {\displaystyle \gamma ^{4}}. Чем быстрее частица движется, тем больше становится это сокращение.